# Ihar Majstrenka
Ihar Anatoljevitj Majstrenka (på hviderussisk: Ігар Анатольевіч Майстрэнка ; russisk: Игорь Анатольевич Майстренко tr. Igor Anatoljevitj Majstrenko) (født 21. november 1959 i Minsk) er en hviderussisk tidligere roer.

## Rokarriere
Majstrenka var en del af den otter, der repræsenterede Sovjetunionen ved VM i 1979 og vandt bronze. Han var igen en del af den sovjetiske otter ved OL 1980 på hjemmebane i Moskva. Viktor Kokosjin, Andrij Tisjtjenko, Oleksandr Tkatjenko, Jonas Narmontas, Andrej Luhin, Oleksandr Mantsevitj, Jonas Pinskus og styrmand Hrihorij Dmitrenko udgjorde resten af bådens besætning. Den sovjetiske båd havde bedste tid i indledende runde, men i finalen var det de østtyske storfavoritter, der efter 1000 m lagde sig i spidsen og sikrede sig guld med et pænt forspring til briterne på andenpladsen, mens den sovjetiske båd fik bronze.
Han var fortsat med i otteren ved VM i 1981, og her blev det til sovjetisk guld. Han skiftede senere til andre bådtyper og var med til at vinde VM-sølv i toer med styrmand i 1983.

## OL-medaljer
- 1980:  Bronze i otter